# 9 أغاني
9 اغاني (بالإنجليزية: 9 Songs)‏ هو فيلم درامي رومانسي بريطاني في عام 2004 من تأليف وإخراج مايكل وينتربوتوم. نجوم الفيلم كيران اوبراين ومارجو ستيلى.

## القصة
يحكي الفيلم قصة حب حديثة لزوجين شابين مات عالم المناخ وليزا طالبة التبادل الأمريكية يتم سرد القصة من منظور مات وهو يغادر إلى القارة القطبية الجنوبية. اهتمامهم المشترك الرئيسي هو شغفهم بالحفلات الموسيقية وكثيرًا ما يحضرون حفلات موسيقى الروك معًا ؛ الفيلم يصف الزوجين ، أو مات وحده ، يشاهد تسع أغنيات في هذه الحفلات. تُنهي ليزا علاقتهما القصيرة والمكثفة في النهاية عندما تعود إلى موطنها في الولايات المتحدة.